# Eddy de Wilde
 (avril 2014).
Si vous disposez d'ouvrages ou d'articles de référence ou si vous connaissez des sites web de qualité traitant du thème abordé ici, merci de compléter l'article en donnant les références utiles à sa vérifiabilité et en les liant à la section « Notes et références ».
Pour les articles homonymes, voir de Wilde.
Eddy De Wilde est un ancien animateur, producteur et directeur de télévision et de radio belge.[style à revoir]

## Biographie
Eddy[style à revoir] a commencé sa carrière en 1980 à Télé-Luxembourg.
Il poursuit ensuite sa carrière comme présentateur du JT sur RTL Télévision en 1983, puis sur RTL-TVI où il devient présentateur du journal télévisé.
En 1989, Eddy De Wilde lance l’opération Télévie qui continue encore à venir en aide aux personnes atteintes de la leucémie de nos jours.
Il est également le compagnon de la speakerine et chanteuse Marie-Christine Maillard, avec laquelle il collabora de nombreuses années.
Eddy arrête la présentation du JT en 1993, pour devenir Directeur des programmes et de l’information en 1996.
En désaccord avec la direction, Eddy De Wilde quitte RTL TVI le 25 février 2002, et s’est progressivement retiré de la vie publique, mais poursuit sa carrière de dirigeant à des postes clé.
Il rejoint la RTBF, où il deviendra notamment rédacteur en chef de la nouvelle émission de Vivacité "C'est vous qui le dites", présentée alors par Jean-Louis Lahaye. 

### Carrière radiophonique
Il semble qu'Eddy de Wilde ait été animateur sur Bel-RTL.